# IC 1679
IC 1679 ist eine Galaxie vom Hubble-Typ S? im Sternbild Fische auf der Ekliptik. Sie ist schätzungsweise 244 Millionen Lichtjahre von der Milchstraße entfernt und hat einen Durchmesser von etwa 35.000 Lichtjahren.  

Im selben Himmelsareal befinden sich u. a. die Galaxien NGC 483, IC 1680, IC 1682, IC 1684.
Das Objekt wurde am 2. Dezember 1899 von Stéphane Javelle entdeckt.